# Huia (chi ếch nhái)
Huia là một chi động vật lưỡng cư trong họ Ranidae, thuộc bộ Anura. Chi này có 4 loài và 25% bị đe dọa hoặc tuyệt chủng.

## Các loài
Huia nhóm lõi
- Huia cavitympanum
- Huia sp. 'Sumatra'

Nhóm ếch vùng nước chảy xiết Sumatra
- Huia masonii
- Huia melasma
- Huia sumatrana

Quan hệ chưa xác định
- Huia aureola (đôi khi xếp trong chi Odorrana)
- Huia modiglianii

## Hình ảnh

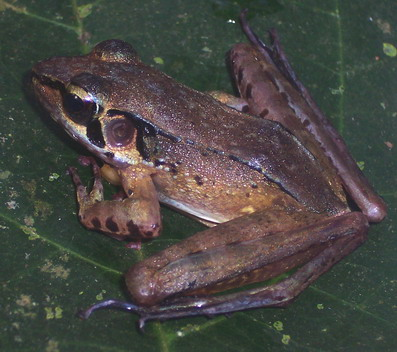